# Jönköpings AK
Jönköpings Atletklubb, bildades 1948, idrottsförening. Föreningen utövar tyngdlyftning.
1950 blev Gunnar Olofsson klubbens första landslagsrepresentant, och deltog i Sveriges segrande lag mot Tyskland. Det året fick han också representera Sverige vid VM i Paris, där han slutade på 6:e plats.
Klubbens, vars storhetstid inföll under 1950-talet och 1960-talet, kvalificerade sig för Elitserien redan 1949.